# Hypercompe pelucida
Hypercompe pelucida là một loài bướm đêm thuộc phân họ Arctiinae, họ Erebidae.